# Lastomerci
Lastomerci je naselje u slovenskoj Općini Gornjoj Radgoni. Lastomerci se nalazi u pokrajini Štajerskoj i statističkoj regiji Pomurju. 

## Stanovništvo
Prema popisu stanovništva iz 2002. godine naselje je imalo 114 stanovnika.